# Aiteta hampsoni
Aiteta hampsoni är en fjärilsart som beskrevs av Bethune-Baker 1908. Aiteta hampsoni ingår i släktet Aiteta och familjen trågspinnare. Inga underarter finns listade i Catalogue of Life.